# 梁天喜
梁天喜（1914年—1992年），男，四川阆中人，中华人民共和国军事人物，中国人民解放军少将，第五届全国人大代表。